# Schönkirchen-Reyersdorf
Schönkirchen-Reyersdorf är en ort och kommun  i Österrike. Den ligger i distriktet Gänserndorf i förbundslandet Niederösterreich,  30 km nordost om huvudstaden Wien. 